# Beatriz Álvarez Fanjul
Beatriz Isabel Álvarez Fanjul (Bilbao, 1991), o simplement Bea Fanjul, és una política espanyola del Partit Popular (PP), diputada al Congrés dels Diputats des de 2019.
Va néixer el 1991 a Bilbao. Aficionada als escacs des dels 4 als 25 anys, va arribar a dedicar un temps a exercir de professora d'escacs. Va estudiar Administració i Direcció d'Empreses a la Universitat de Deusto, tot i que mai no va acabar la carrera. És militant de les Noves Generacions del Partit Popular (NNGG) i del PP des que va complir la majoria d'edat.
Cap de llista del PP a Biscaia per a les eleccions generals de novembre de 2019, va resultar elegida diputada de la cambra baixa del parlament espanyol per a la seva xiv legislatura.